# 沛星互動科技
沛星互動股份有限公司（英語：Appier Incorporated，簡稱：沛星）是一家亞洲人工智能公司，2012年由游直翰、李婉菱和蘇家永共同成立。林軒田為首席資料科學家。2020年3月，引攬國立台灣大學資訊工程學系教授林守德擔任首席機器學習科學家。2021年3月30日，沛星互動在東京證交所Mothers板塊上市。

## 歷史
成立於2012年，Appier的營業項目涵蓋人工智慧、資料分析與分散式系統等領域。截至2018年為止，Appier在亞洲14個城市設有營運據點。
- 2012年6月，於台北市設立首個據點。
- 2014年6月，發表CrossX跨螢廣告解決方案。
- 2014年6月，獲得600萬美元A輪資金，投資者為紅杉資本。
- 2015年2月，Appier被FORTUNE評選為「前五十大引領人工智慧創新之企業」。[4]
- 2015年11月，獲得2,300萬美元B輪資金，投資者包括：大華創業投資管理、紅杉資本、集富亞洲、TransLink Capital、聯發科技創業投資、源科資本與宏誠創業投資。
- 2016年12月，獲得1,950萬美元B+輪資金，投資者包括：新加坡淡馬錫控股旗下蘭亭投資國際、美商中經合集團 、FirstFloor Capital與Qualgro。
- 2017年8月，獲得3,300萬美元C輪資金，投資者包括：軟銀集團、LINE、NAVER、新加坡經濟發展局投資私人有限公司與尚乘集團（AMTD Group）。
- 2017年12月，Appier獲CB Insights評選為全球百大最具前景之人工智慧企業。[5]
- 2018年8月，Appier發表人工智慧行銷自動化平台AIQUA。
- 2019年11月，獲得8,000萬美元D輪資金，投資者包括：閎鼎資本、厚安創新基金、淡馬錫控股旗下的蘭亭投資國際、Insignia Venture Partners、集富亞洲與宏誠創業投資。[6]

## 名稱
沛星的品牌名稱「Appier」，源自英語單字「Happier」，意為「更快樂」。

## 外部連結
- 官方網站 （页面存档备份，存于）